# Mário Rino Sivieri
Mário Rino Sivieri (ur. 15 kwietnia 1942 w Castelmassa, zm. 3 czerwca 2020 w Aracaju) – włoski duchowny rzymskokatolicki posługujący w Brazylii, w latach 1997–2017 biskup Propriá.

## Życiorys
Święcenia kapłańskie przyjął 3 lipca 1966. 18 marca 1997 został prekonizowany biskupem Propriá. Sakrę biskupią otrzymał 25 maja 1997. 25 października 2017 przeszedł na emeryturę.
Zmarł 3 czerwca 2020. 